# Рівняння Ліенара
В математиці, більш конкретно у розділі динамічних систем та диференціальних рівнянь, рівняннями Ліенара називають звичайні диференціальні рівняння другого порядку які були вперш досліджені французьким фізиком Альфред-Марі Ліенаром та названі на його честь. Під час виникнення технології радіо та електровакуумних ламп, рівняння Ліенара ретельно досліджувались оскільки за їх допомогою можна будувати математичні моделі електричних кіл з коливанням. При певних умовах теорема Ліенара гарантує існування та єдиність граничного циклу для таких систем.

## Визначення
Нехай {\displaystyle f} та {\displaystyle g} диференційовні функції типу {\displaystyle \mathbb {R} \to \mathbb {R} }, також нехай {\displaystyle f} парна, а {\displaystyle g} непарна функція. Звичайне диференціальне рівняння другого порядку 
{\displaystyle x''+f(x)x'+g(x)=0}
називається рівнянням Ліенара.

## Див. Також
- Осцилятор Ван дер Поля
- Теорія коливань